# ورزشگاه آناتولی بانیشفسکی
ورزشگاه آناتولی بانیشفسکی (به لاتین: Anatoliy Banishevskiy Stadium) یک ورزشگاه در جمهوری آذربایجان است که در ماساللی واقع شده‌است.